# Borgomale
Borgomale (Bërgomà in piemontese) è un comune italiano di 367 abitanti della provincia di Cuneo in Piemonte.
Il comune fa parte della comunità montana Alta Langa e Langa delle Valli Bormida e Uzzone.

## Origini del nome
Il nome del borgo è connesso con il concetto di 'melo' e/o 'mela' e la corrente denominazione del villaggio, con '-male', deriva da una paretimologia prodotta nel tempo, dovuta alla confusione tra i termini latini mălum, "male", e mālum, "mela" e/o "melo". Borgomale fu, originariamente, il borgo delle mele, o il borgo dei meli, e, nel tempo, diventò borgo-male per l'equivoco nella quantità vocalica dei lessemi latini relativi al suo toponimo.

## Storia
Vi si trova un castello del XV secolo, già possedimento dei marchesi Falletti di Barolo. Fu costruito su una preesistente fortificazione. Luogo residenziale dopo il passaggio di Borgomale a Casa Savoia (1631, pace di Cherasco), figura fra i "Castelli Aperti" del Basso Piemonte.

## Monumenti e luoghi d'interesse
- Castello delle Cinque Torri, costruito a partire dal 1429 dalla famiglia Falletti di Alba sulle fondamenta di una precedente fortificazione del XII secolo
- Chiesa parrocchiale intitolata a Sant'Eusebio[non chiaro]

## Società

### Evoluzione demografica
Abitanti censiti

## Amministrazione
| Periodo        | Periodo        | Primo cittadino    | Partito                            | Carica  | Note  |
| -------------- | -------------- | ------------------ | ---------------------------------- | ------- | ----- |
| 24 aprile 1995 | 14 giugno 1999 | Luciano Chiarle    | Indipendente                       | Sindaco | [ 6 ] |
| 14 giugno 1999 | 14 giugno 2004 | Luciano Chiarle    | lista civica                       | Sindaco | [ 6 ] |
| 14 giugno 2004 | 8 giugno 2009  | Massimo Antoniotti | lista civica                       | Sindaco | [ 6 ] |
| 8 giugno 2009  | 25 maggio 2014 | Massimo Antoniotti | lista civica                       | Sindaco | [ 6 ] |
| 25 maggio 2014 | 27 maggio 2019 | Massimo Antoniotti | lista civica Grappolo d'uva        | Sindaco | [ 6 ] |
| 27 maggio 2019 | "in carica"    | Marco Grasso       | lista civica Castello di Borgomale | Sindaco | [ 6 ] |